# Seznam státních znaků evropských zemí

Evropské státy

Přehled státních znaků evropských zemí a závislých či autonomních oblastí.

## Státní znaky nezávislých států
| Stát                | Znak | Typ        | Článek o znaku                   | Motto nebo text na znaku |
| ------------------- | ---- | ---------- | -------------------------------- | --- |
| Albánie             |      | heraldický | Státní znak Albánie              | – |
| Andorra             |      | heraldický | Státní znak Andorry              | VIRTUS UNITA FORTIOR (latinsky) (česky Spojená síla je větší)                                                                                |
| Arménie             |      | heraldický | Státní znak Arménie              | – |
| Ázerbájdžán         |      | emblém     | Státní znak Ázerbájdžánu         | – |
| Belgie              |      | heraldický | Státní znak Belgie               | L'UNION FAIT LA FORCE (francouzsky) nebo EENDRACHT MAAKT MACHT (nizozemsky) nebo EINHEIT MACHT STARK (německy) (česky V jednotě je síla)     |
| Bělorusko           |      | emblém     | Státní znak Běloruska            | РЭСПУБЛIКА БЕЛАРУСЬ (bělorusky), latinkou Respublika Belarus (název státu)                                                                   |
| Bosna a Hercegovina |      | heraldický | Státní znak Bosny a Hercegoviny  | – |
| Bulharsko           |      | heraldický | Státní znak Bulharska            | СЪЕДИНЕНИЕТО ПРАВИ СИЛАТА (bulharsky) (česky V jednotě je síla)                                                                              |
| Česko               |      | heraldický | Státní znak České republiky      | – |
| Černá Hora          |      | heraldický | Státní znak Černé Hory           | – |
| Dánsko              |      | heraldický | Státní znak Dánska               | – |
| Estonsko            |      | heraldický | Státní znak Estonska             | – |
| Finsko              |      | heraldický | Státní znak Finska               | – |
| Francie             |      | emblém     | Státní znak Francie              | monogram RF – République Française (česky Francouzská republika)                                                                             |
| Gruzie              |      | heraldický | Státní znak Gruzie               | ძალა ერთობაშია (gruzínsky), Dzala Ertobašia (česky V jednotě je síla)                                                                        |
| Chorvatsko          |      | heraldický | Státní znak Chorvatska           | – |
| Island              |      | heraldický | Státní znak Islandu              | – |
| Irsko               |      | heraldický | Státní znak Irska                | – |
| Itálie              |      | emblém     | Státní znak Itálie               | REPVBBLICA ITALIANA (italsky) (česky Italská republika)                                                                                      |
| Kazachstán          |      | emblém     | Státní znak Kazachstánu          | QAZAQSTAN (kazašsky) (název státu) |
| Kypr                |      | heraldický | Státní znak Kypru                | 1960 (rok vyhlášení nezávislosti) |
| Lichtenštejnsko     |      | heraldický | Státní znak Lichtenštejnska      | – |
| Litva               |      | heraldický | Státní znak Litvy                | – |
| Lotyšsko            |      | heraldický | Státní znak Lotyšska             | – |
| Lucembursko         |      | heraldický | Státní znak Lucemburska          | – |
| Maďarsko            |      | heraldický | Státní znak Maďarska             | – |
| Malta               |      | heraldický | Státní znak Malty                | REPUBBLIKA TA’ MALTA (maltsky) (česky Maltská republika), ve vyznamenání FOR GALLANTRY (česky Za statečnost)                                 |
| Moldavsko           |      | heraldický | Státní znak Moldavska            | – |
| Monako              |      | heraldický | Státní znak Monaka               | DEO JUVANTE (latinsky) (česky S pomocí Boží)                                                                                                 |
| Německo             |      | heraldický | Státní znak Německa              | – |
| Nizozemsko          |      | heraldický | Státní znak Nizozemska           | JE MAINTIENDRAI (francouzsky) (česky Já udržím)                                                                                              |
| Norsko              |      | heraldický | Státní znak Norska               | – |
| Polsko              |      | heraldický | Státní znak Polska               | – |
| Portugalsko         |      | heraldický | Státní znak Portugalska          | – |
| Rakousko            |      | heraldický | Státní znak Rakouska             | – |
| Rumunsko            |      | heraldický | Státní znak Rumunska             | – |
| Rusko               |      | heraldický | Státní znak Ruska                | – |
| Řecko               |      | heraldický | Státní znak Řecka                | – |
| San Marino          |      | heraldický | Státní znak San Marina           | LIBERTAS (latinsky) (česky Svoboda) |
| Severní Makedonie   |      | emblém     | Státní znak Severní Makedonie    | – |
| Srbsko              |      | heraldický | Státní znak Srbska               | – |
| Slovensko           |      | heraldický | Státní znak Slovenské republiky  | – |
| Slovinsko           |      | heraldický | Státní znak Slovinska            | – |
| Spojené království  |      | heraldický | Státní znak Spojeného království | DIEU ET MON DROIT (francouzsky) (česky Bůh a mé právo), HONI SOIT QUI MAL Y PENSE (Starofrancouzština) (česky Hanba tomu, kdo špatně smýšlí) |
| Španělsko           |      | heraldický | Státní znak Španělska            | PLVS VLTRA (latinsky) (česky Dál než to) |
| Švédsko             |      | heraldický | Státní znak Švédska              | – |
| Švýcarsko           |      | heraldický | Státní znak Švýcarska            | – |
| Turecko             |      | emblém     | Státní znak Turecka              | – |
| Ukrajina            |      | heraldický | Státní znak Ukrajiny             | – |
| Vatikán             |      | heraldický | Státní znak Vatikánu             | – |

## Znaky jiných samostatných států
| Stát          | Znak | Typ        | Článek o znaku               | Motto nebo text na znaku |
| ------------- | ---- | ---------- | ---------------------------- | ------------------------ |
| Maltézský řád |      | heraldický | Státní znak Maltézského řádu | –                        |

## Znaky států bez plného uznání
| Stát                | Znak | Typ        | Článek o znaku              | Motto nebo text na znaku |   |
| ------------------- | ---- | ---------- | --------------------------- | --- | - |
| Abcházie Gruzie     |      | heraldický | Státní znak Abcházie        | – |   |
| Arcach Ázerbájdžán  |      | emblém     | Státní znak Arcachu         | Լեռնային Ղարաբաղի Հանրապետություն-Արցախ (arménsky), Lernayin Karabach Arzach Hanrapetutiun (česky Arcašská republika Náhorního Karabachu)                                                | – |
| Jižní Osetie Gruzie |      | emblém     | Státní znak Jižní Osetie    | РЕСПУБЛИКӔ ХУССАР ИРЫСТОН (osetsky), РЕСПУБЛИКА ЮЖНАЯ ОСЕТИЯ (rusky) (česky Republika Jižní Osetie)                                                                                      |   |
| Kosovo Srbsko       |      | heraldický | Státní znak Kosova          | – |   |
| Podněstří Moldavsko |      | emblém     | Státní znak Podněstří       | Република Молдовеняскэ Нистрянэ (moldavsky), Приднестровская Молдавская Республика (rusky) a Придністровська Молдавська Республіка (ukrajinsky) (česky Podněsterská moldavská republika) |   |
| Severní Kypr Kypr   |      | heraldický | Státní znak Severního Kypru | – |   |

## Znaky závislých území
| Závislé území / Stát         | Znak | Typ                             | Článek o znaku         | Motto nebo text na znaku                                              |
| ---------------------------- | ---- | ------------------------------- | ---------------------- | --------------------------------------------------------------------- |
| Alandy Finsko                |      | heraldický                      | Alandský znak          | –                                                                     |
| Faerské ostrovy Dánsko       |      | heraldický                      | Znak Faerských ostrovů | –                                                                     |
| Gibraltar Spojené království |      | heraldický                      | Gibraltarský znak      | MONTIS INSIGNIA CALPE (latinsky) (česky Znak hory Calpe)              |
| Grónsko Dánsko               |      | heraldický                      | Znak Grónska           | –                                                                     |
| Guernsey Spojené království  |      | heraldický                      | Znak Guernsey          | –                                                                     |
| Jersey Spojené království    |      | heraldický                      | Znak Jersey            | –                                                                     |
| Man Spojené království       |      | heraldický                      | Znak Ostrova Man       | QUOCUNQUE JECERIS STABIT (latinsky) (česky Kamkoliv jej hodíš, stojí) |
| Špicberky Norsko             |      | heraldický (zřejmě neoficiální) | Znak Špicberk          |                                                                       |

## Znaky evropských mikrostátů
Znaky evropských mikrostátů, tedy společenství lidí, kteří prohlašují, že jsou nezávislým, suverénním státem, ale jejich nárok není uznáván mezinárodním společenstvím.
| Mikrostát / Stát            | Znak               | Typ        | Článek o znaku   | Motto nebo text na znaku                                                             |
| --------------------------- | ------------------ | ---------- | ---------------- | ------------------------------------------------------------------------------------ |
| Christiánie Švédsko         |                    | heraldický | Znak Christiánie | –                                                                                    |
| Kraví hora Česko            |                    | heraldický | Znak Kraví hory  | –                                                                                    |
| Kugelmugel Rakousko         | Není volný obrázek | heraldický | Znak Kugelmugelu | REPUBLIK KUGELMUGEL • WIEN (německy) (česky Republika Kugelmugel, Vídeň)             |
| Ladonie Švédsko             |                    | heraldický | Znak Ladonie     | SUUM CUIQUE (latinsky) (česky Každému, co mu patří)                                  |
| Liberland Chorvatsko Srbsko |                    | heraldický | Znak Liberlandu  | –                                                                                    |
| Saugeais Francie            |                    | heraldický | Znak Saugeais    | –                                                                                    |
| Sealand Spojené království  |                    | heraldický | Znak Sealandu    | E MARE LIBERTAS (latinsky) (česky Svoboda z moře)                                    |
| Seborga Itálie              |                    | heraldický | Znak Seborgy     | SUB UMBRA SEDI (latinsky) (česky Sedím ve stínu)                                     |
| Užupis Litva                |                    | emblém     | Znak Užupisu     | UŽUPIO RESPUBLIKA (litevsky), REPUBLIK OF UŽUPIS (anglicky) (česky Republika Užupis) |
| Wendland Německo            |                    | heraldický | Znak Wendlandu   | Republik Freies Wendland (německy) (česky Republika Svobodný Wendland)               |